# Субтрактор
Субтрактор е комбинационна логическа схема, която извършва изваждането на две двоични числа.

## История
Първите субтрактори са изградени на базата на ламповата схемотехника. Тази схама навлиза в микроелектрониката в края на 50-те години, след усилинето оцифроване на елекнронната тeхника.

## Приложение
При изваждането на бинарните числа, в таблицата на истинност второстепенната промелнива Y, е една колона пред промелнивата х. Умалителят – Y в бинарен вид използва и обратен код. Също така в съвременните схемни решения, се използват и схеми за изваждане на повече от две стойности, наречени Пълни субтрактори.
1. ↑  Субтрактор